# 秋田市八橋運動公園硬式野球場

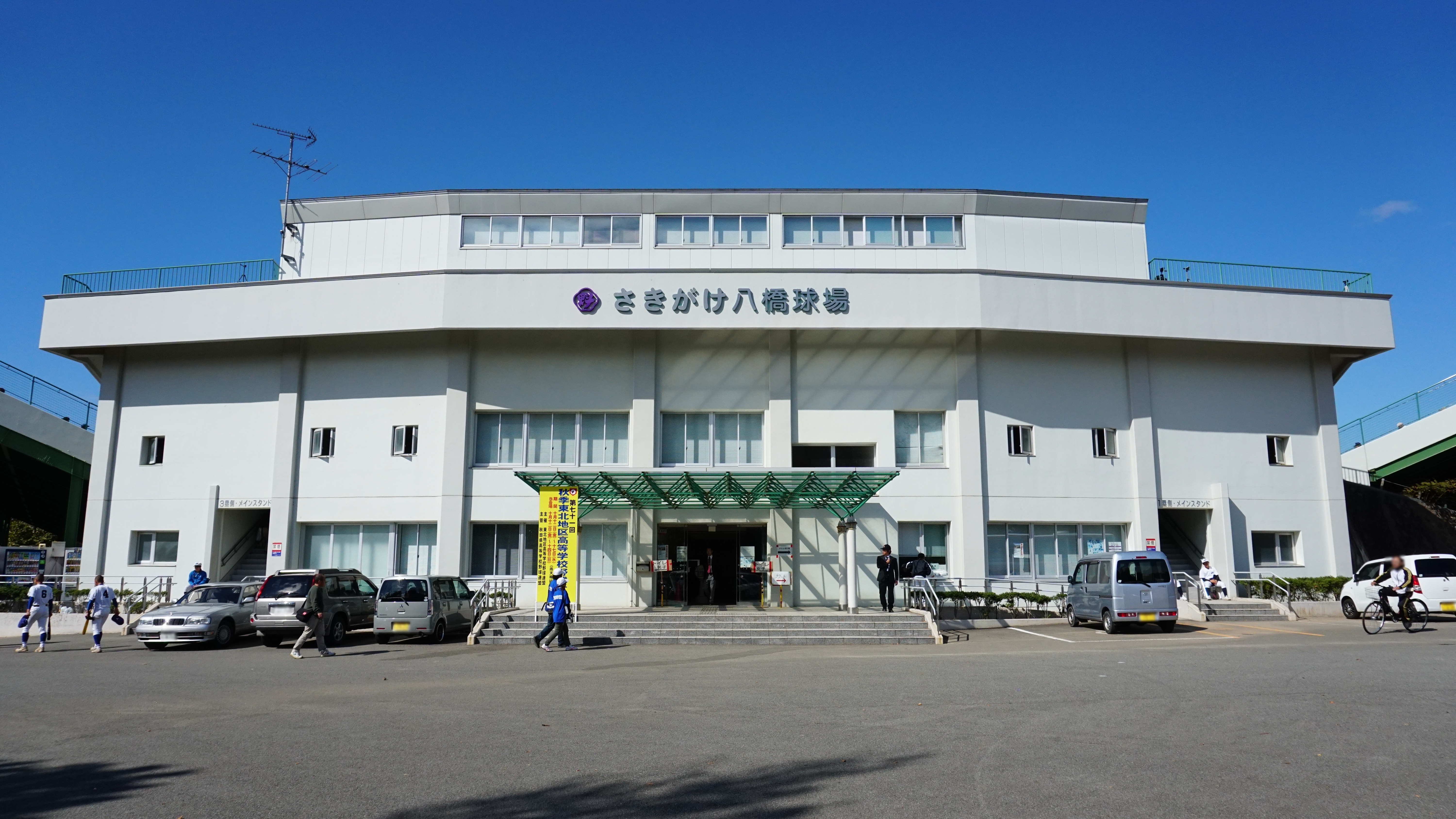
球場正面。2016年の命名権実施後、さきがけ八橋球場のプレートが掲げられている。(2018年10月)

秋田市八橋運動公園硬式野球場（あきたしやばせうんどうこうえんこうしきやきゅうじょう）は、秋田県秋田市の八橋運動公園内にある野球場。現在、球場の銘板は秋田市八橋野球場と表記されている。施設は秋田市が所有し、秋田市教育委員会スポーツ振興課が運営管理を行っている。2016年（平成28年）4月1日からは、秋田魁新報社が命名権を取得し、さきがけ八橋球場という呼称を用いている。

## 歴史
1941年9月、秋田市営八橋球場（あきたしえいやばせきゅうじょう）として完成。
八橋球場は戦後秋田県内の野球の中心的な存在となり、高校野球、社会人野球などアマチュア野球公式戦が現在に至るまで行われている他、2002年まではプロ野球公式戦も開催された。特にプロ野球では秋田県南秋田郡若美町（現男鹿市）出身の落合博満（中日ドラゴンズ元監督）が現役時代、ロッテオリオンズに在籍していた頃にはロッテ主催のパ・リーグ公式戦がほぼ毎年開催されていた。
しかし、当時のフィールドは両翼90m、中堅112mと非常に狭隘で、プロ野球公式戦開催規格よりも10mも狭く、特にプロ野球では本塁打が多数出るなど問題になっていた。このため、秋田市では球場の完成50周年に合わせて1990年に外野拡張・スコアボード改築など大規模な改修工事を実施し、1991年シーズンから供用を再開。両翼100m、中堅122mのプロ野球開催規格に適合するフィールドを備える野球場となった。なお、八橋球場はこの改修工事のため1990年シーズンは全面閉鎖となったが、同年予定されていたパ公式戦・ロッテオリオンズ対近鉄バファローズ戦は旧秋田県立球場（1974年竣工）で代替開催された。
プロ野球公式戦ではロッテの他、オリックス・ブルーウェーブ、広島東洋カープなども主催試合を開催していた。しかし八橋球場は、開場当時のスタンドを増改築しながら供用し続けたものであるため老朽化・狭隘化が著しく、また幹線道路に面しているため大規模な増改築やプロ野球のナイター開催に対応できる照明設備を追加設置するのが困難な状況だった。また八橋球場はバックネット裏のメインスタンド、一・三塁側の内野スタンドの全席がいわゆる「長椅子」のベンチ席となっているため、プロ野球などを開催するにも座席の設定に指定席を設けることができなかった。このため近年のプロ野球公式戦では、内野スタンドは「全席自由」とされたケースがほとんどだった。さらにロッカールーム（控室）などメインスタンド内の諸室が非常に狭いため、選手がスタンド外で着替えを強いられる事もあったほどで、こうした八橋球場の設備不備はプロの選手・コーチ・スタッフからも非常に不評であった。このように八橋球場は、次第にプロ野球を開催するにはそぐわない状態となりつつあった。こうした中、県内の競技団体や市民団体が市に対し、八橋球場の改築や新たな市営野球場の整備、さらには移動照明車によるプロ野球・Jリーグのナイター開催を求め、署名や募金活動を行うなどといった動きも見られた（一部後述）。
2003年、県が市街地西側の向浜地区に秋田県立野球場（こまちスタジアム）を完成させた。同じく老朽化が進んでいた旧秋田県立球場に代わる施設として整備したもので、25,000人収容でプロ野球にも対応できる照明設備が設けられた。これに伴い、八橋球場では2002年シーズンを以ってプロ公式戦の開催を終了。以後は高校、社会人などアマチュア公式戦や一般利用などに供用されるようになった。
しかし、八橋球場の老朽化・狭隘化は著しいままで、アマチュア公式戦を開催する上でも問題点が数多く、また2007年開催の第62回国民体育大会（秋田わか杉国体）の会場として使用することもあり、抜本的な対策が求められていた。このため、市は2005年の全国高等学校野球選手権秋田大会終了後（8月）から大規模な改修工事を実施した。メイン・一、三塁側スタンドを全面改修し、外装補修の他、ロッカールームなど諸室も拡充された。またスタンドの座席を全て交換した上で設置方法も改善して通路を拡幅し、トイレなどスタンド内各所にスロープを設置するなどバリアフリー対策も執られた。またスコアボードも磁気反転式に改修されるなど施設拡充が図られ、2006年シーズンより供用を再開した。なお、この改修に伴い収容人員は19,560人から16,421人に減少した。
2015年11月に命名権を秋田魁新報社が取得し、2016年4月1日より3年間の契約期間で「さきがけ八橋球場」（さきがけやばせきゅうじょう）の愛称が使用される。
2017年5月16日、当球場としては15年ぶりのプロ野球公式戦であり、東北楽天ゴールデンイーグルスとしては当球場での初の主催試合となる「東北楽天ゴールデンイーグルス対北海道日本ハムファイターズ」が開催される予定 であった。しかし球場は交通量が多い山王大通りに面しているため、球場外に出たファウルボールが人や車に当たることが懸念されていた。当初主催球団側は、安全対策として「大通り側に複数のクレーン車を配置し、延ばしたクレーンの間にネットを張って対応する」方針だったが、強風時にクレーン車がネットごと倒れる恐れが拭えないとして、開催地が秋田県立野球場へ変更となった。
2022年7月、野球が伝来して150周年を記念して、日本野球機構と全日本野球協会主催、その他日本のプロ・アマ野球の各団体などが協賛して展開した日本野球聖地・名所150選に、秋田県からは八橋球場と大仙市のかみおか嶽雄館が選定された。

## 主なエピソード
観客の負傷事故
1981年5月23日に開催された近鉄バファローズ対西武ライオンズ戦で、近鉄の島本講平の打ったファウルボールが観客（学生）の顔面に当たり、3針を縫う負傷事故が起きた。観客を多く入れたためにボールを避けきれなかったことが原因であった。
金田vsトレーバー
1991年5月19日のロッテ対近鉄戦では、ロッテ・園川一美の内角攻めに激高した近鉄・ジム・トレーバーが園川に暴行を加えたのをきっかけに、両チーム入り乱れての大乱闘に発展。トレーバーは暴力行為で退場処分を受け、一旦乱闘は治まった。
ところが、収まりが付かないトレーバーは再び激高するや、一塁側のロッテベンチへ猛突進。止めに入らんと再び両チームがとっさに駆け寄ったが、トレーバーは勢い余ってバックネット付近で前のめりに転倒。この際、ちょうど転倒した場所にいたロッテ監督・金田正一がとっさにトレーバーの顔面に蹴りを入れた。しかし審判からこの一部始終は見えなかったためか金田は不問とされ、退場者はトレーバー一人だけだった。
移動照明車購入構想
秋田市でのプロ野球・Jリーグのナイター開催を目指す市民団体「市民の手でナイターを実現させる会」は、1995年3月から1998年6月にかけて募金活動を行った。これは、八橋運動公園内の野球場と陸上競技場に、移動照明車による簡易ナイター照明を導入しようというもので、団体がまず市民・県民からの募金により1億円を集めて照明車を1台購入し、更にプロ野球開催に必要な5台分の購入を、秋田市に働きかけるというもの。
募金開始から1年9か月後の1997年12月の秋田市議会では、募金額は「約2,000万円」と秋田市の教育長から答弁されている。しかし安全性やランニングコストの問題がネックとなったこと、更にはJリーグ公式戦開催スタジアムの要件緩和（照明なしでも開催可能に）、それに秋田県立野球場の建設計画が具体化するなどしたため、その後は募金額が伸び悩み、募金は結局20,346,914円で打ち切られ、集まった募金は全額、秋田市体育協会に預託され、プールされた。
この2,000万円余は2004年、八橋運動公園の多目的グラウンドに照明設備を設置する費用の一部として活用された。2004年2月の秋田市議会で、市長の佐竹敬久は運動公園の照明設備の設置を「照明に関する市民寄附金を活用して」整備すると述べている。

## 施設概要
- グラウンド面積：12,067m2
- 両翼：100m、中堅：122m（1989年の改修前　両翼90m、中堅112m）

これら3つの値は公称であるが、他の球場と比較すると数値が合わない。広島市民球場（両翼：91.4m、中堅：115.8m、グラウンド面積：12,160m2）の数値が近いため、グラウンド面積は1990年の改修以前のものと思われる。
- 内野：土、外野：天然芝
- スコアボード：LED付き磁気反転式
- 収容人員：16,421人（内野：ベンチ席、外野：芝生席）
- 照明設備：なし

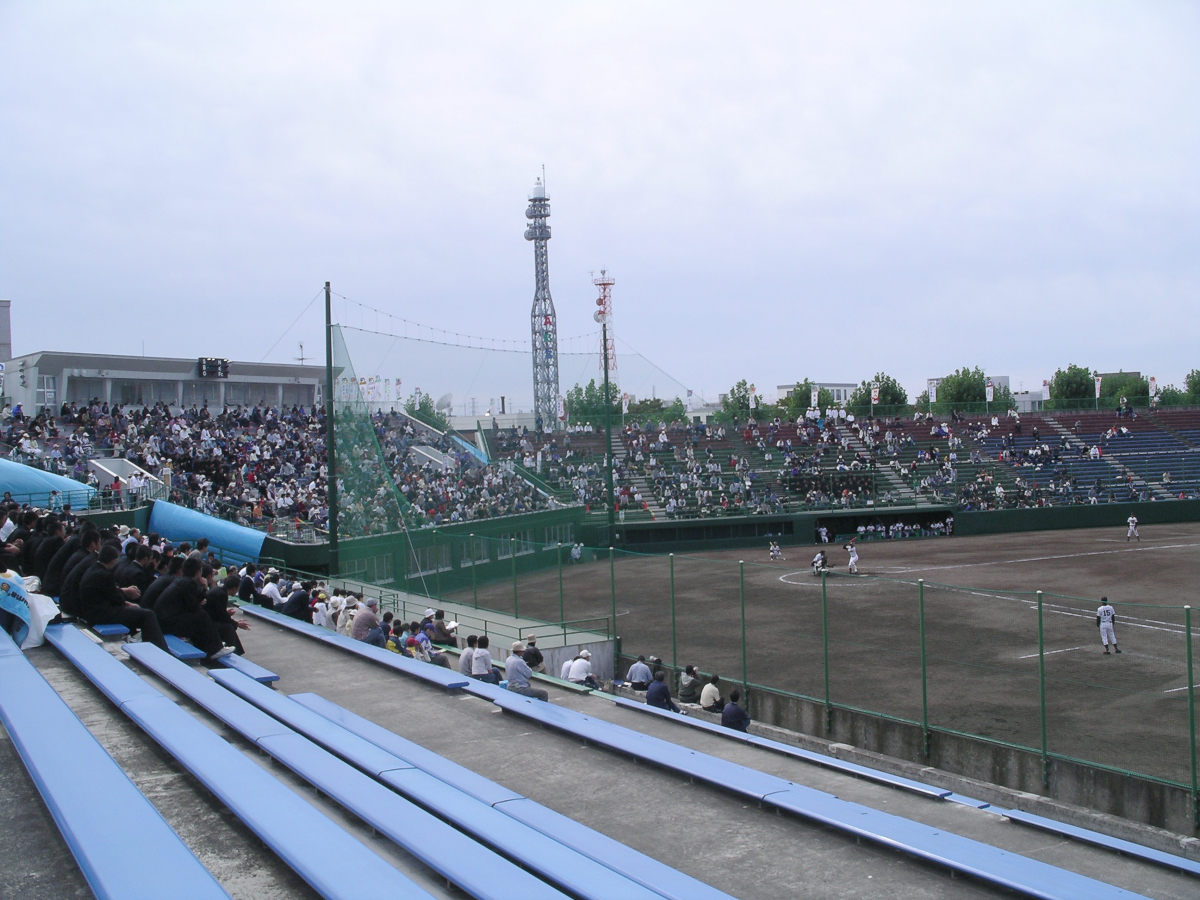
観客席（2007年10月）
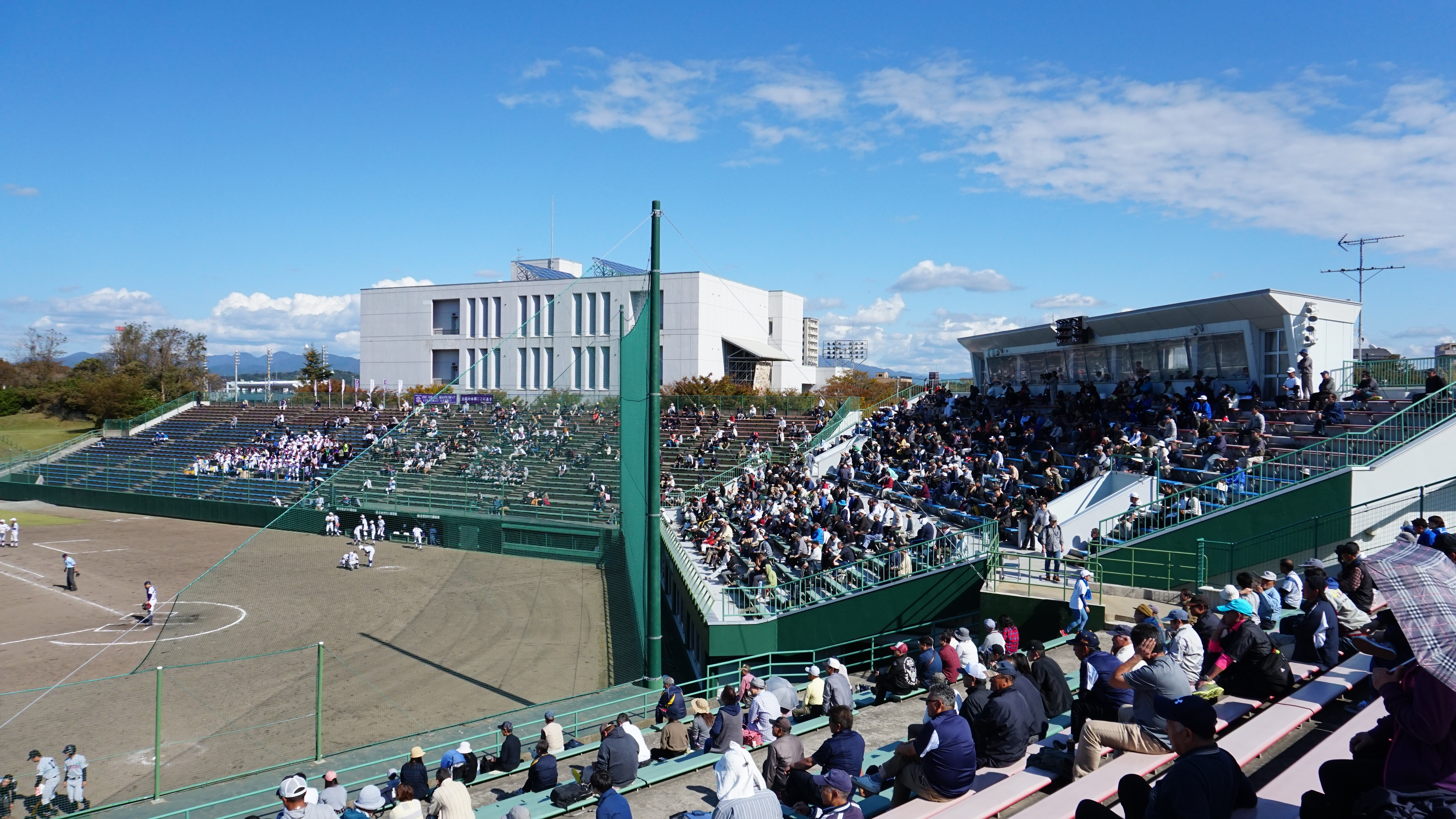
観客席（2018年10月）
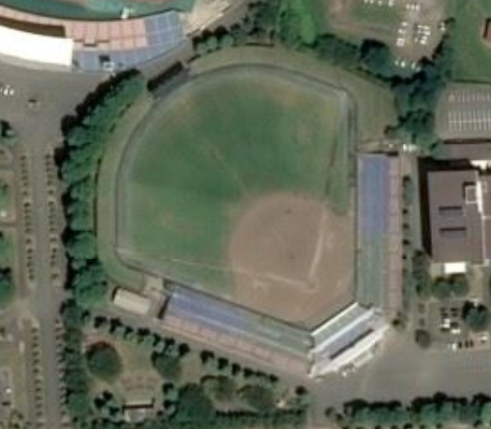
衛星写真